# Santa Eulàlia de Banyeres
Santa Eulàlia de Banyeres és una església de Banyeres del Penedès (Baix Penedès) inclosa a l'Inventari del Patrimoni Arquitectònic de Catalunya.

## Descripció
L'església és col·locada damunt d'un petit terraplè al qual s'accedeix mitjançant una doble escalinata que mena a una petita placeta on hi ha la façana principal. Aquesta presenta tres petites rosasses a la part superior i una de gran a la part central, sota la qual hi la porta d'entrada. Aquesta es compon d'una arquivolta d'arcs de mig punt, emmarcada per dues primes columnes adossades a la paret i que s'uneixen mitjançant un travesser a la part superior. Dins l'espai que hi ha entre el travesser i l'arquivolta hi ha l'escut del poble. A la façana hi destaquen tres gàrgoles.
Les cobertes són a dues vessants. Al costat dret de l'edifici hi ha el campanar, de torre rectangular, amb dos cossos separats per una cornisa. El superior presenta unes finestres de mig punt que contenen les campanes. El de baix té el rellotge. La torre és rematada per merlets. L'interior, d'una sola nau amb capelles laterals, és de dimensions reduïdes. L'absis és poligonal, amb sobrealçat posterior que presenta finestra gòtica original amb calats i gàrgoles.
A l'altar major hi ha la talla de Santa Eulàlia, realitzada al segle XX per Camps i Aman.

## Història
L'església, dedicada a Santa Eulàlia fou construïda en substitució de l'antiga, que probablement no era situada en aquest indret. Segons una data que hi ha en la part alta d'una columna propera al creuer, l'església es construí en el 1684, encara que en "La Gran Geografia Comarcal de Catalunya" es menciona la data de 1780. L'anterior església, de la mateixa advocació, era situada vora el Castell de Banyeres, segons diu un document del 1054, en el qual Mir Llop Sanç signà el seu testament sobre l'altar de Santa Eulàlia.
En el 1279 l'església era bastant important, ja que segons els delmes atorgats a la Santa Seu, l'església esmentada (75 sous) avantatjava la de l'Arboç (50 sous), la de Castellet (60 sous) i la de la Bisbal (57 sous). L'any 1894 es beneí la Capella del Santíssim, propera a la porta d'entrada. En el 1964 es reconstruí la part superior del campanar.